# Nordholz
Nordholz är en ortsteil i kommunen Wurster Nordseeküste i Landkreis Cuxhaven i förbundslandet Niedersachsen i Tyskland. Nordholz var en kommun fram till 1 januari 2015 när den uppgick i Wurster Nordseeküste. Kommunen Nordholz hade 7 248 invånare 2014.